# Windmotor Ruigahuizen
De Windmotor Ruigahuizen is een poldermolen bij het Friese dorp Ruigahuizen, dat in de Nederlandse gemeente De Friese Meren ligt. De molen is een niet-maalvaardige Amerikaanse windmotor met achttien bladen en een gesloten onderbouw, die in 1920 werd gebouwd. Hij staat op het erf van een boerderij aan de Rûchsterwei 16
De windmotor zal waarschijnlijk net voor of na de oorlog zijn gebouwd door L. van der Laan uit Garijp. De bouwdetails zoals de dubbele staarten, constructie van het turbinelichaam, wijze van bevestiging van de vleugels van het windrad en de kruilier maken dit duidelijk. Het turbinelichaam is al gelast wat een bouw van net na de oorlog waarschijnlijker maakt. Van der Laan stelde eerst het turbinelichaam samen d.m.v. klinknagels. Bij de van der Laan windmotoren werden vrijwel geen gietijzeren onderdelen gebruikt zoals Bakker uit IJlst dit wel deed. Demontage in Molkwerum en opbouw in Ruigahuizen In mei 1982 werd de windmotor door Gijs van Reeuwijk gedemonteerd. Hierbij werd het windrad gedemonteerd en vervolgens werd met een kraan de toren met staart naar de grond gebracht. Toren en staart werd met de andere onderdelen daarna met een platte wagen naar Ruigahuizen vervoerd. Daar werd de molen van 1982- 1984 weer door Gijs van Reeuwijk opgebouwd. Onder de toren kwam een circa 2 meter stalen verlenging met daaromheen gebouwd een houten onderbouw. In Ruigahuizen werd een nieuwe fundering gestort waarin een stalen ondertoren werd opgenomen. Daarop werd de windmotor uit Molkwerum geplaatst na geheel te zijn gerestaureerd. In 2020 werd de molen gedemonteerd teneinde eind 2021 weer te worden opgebouwd in Nijemirdum.
De molen is geheel gerenoveerd en staat anno november 2021 op adres Hege Bouwen 31 te Nijemirdum (naast appartement Noflik).